# Pachnobia arufoides
Pachnobia arufoides är en fjärilsart som beskrevs av Benjamin 1933. Pachnobia arufoides ingår i släktet Pachnobia och familjen nattflyn. Inga underarter finns listade i Catalogue of Life.